# Gammiella rugosa
Gammiella rugosa là một loài rêu trong họ Sematophyllaceae. Loài này được Tixier mô tả khoa học đầu tiên năm 1977.